# Delfim Moreira
Delfim Moreira da Costa Ribeiro (Cristina, 7 novembre 1868 – Santa Rita do Sapucaí, 1º luglio 1920) è stato un avvocato e politico brasiliano.
Fu presidente del Brasile dal 15 novembre 1918 al 28 luglio 1919.

## Biografia
Membro del Partito Repubblicano di Minas Gerais, Delfim Moreira fu eletto vicepresidente nel 1918 assieme al candidato presidente Francisco de Paula Rodrigues Alves. Poiché Rodrigues Alves era ormai troppo malato per governare, Moreira tenne il potere effettivo sin dal 15 novembre 1918, giorno del loro insediamento.
Morto Rodrigues Alves il 16 gennaio 1919, Moreira indisse nuove elezioni presidenziali, candidandosi vicepresidente con Epitácio Pessoa, e fu eletto, ma morì il 1º luglio 1920, senza essere formalmente investito. Fu sostituito da Francisco Álvaro Bueno de Paiva. Fu membro della Massoneria